# Dánszentmiklós
Dánszentmiklós község Pest vármegyében, a Ceglédi járásban.

## Fekvése
A mintegy 3000 lakosú község Pest vármegye déli részén, a Duna-Tisza közi homokhátságon fekszik. Közúton a 4-es főút és az M5-ös autópálya, illetve az 5-ös főút felől is könnyen elérhető, mert áthalad rajta az Albertirsa és Örkény között húzódó, a sztráda Pusztavacs–Örkény-csomópontját is érintő 4607-es út. Megközelíthető még a 405-ös főútról is, Nyáregyházánál déli irányba letérve a 4605-ös úton. Budapesttől, Szolnoktól és Kecskeméttől is egyaránt mintegy 60 kilométerre fekszik. Cegléd város (30 km) kistérségéhez tartozó település, aktív tagja a Dél-Pest megyei Településfejlesztési Társulásnak.

## Története
A község első írásos említése 1324-ből származik. Területén több Árpád- korban létezett falu nyomát is megtalálták. Neve Dán (Dány) és Szent Miklós összetételéből keletkezett. A Dán- előtag egy Dán nevű birtokossal kapcsolatos, Szent Miklós myrai püspöknek a középkorban rendkívül nagy volt a kultusza. A török időkben elnéptelenedett falu földjeit előbb a szomszédos Vatya község, majd annak pusztulása után Nagykőrös vette bérbe. A török kiűzését követően a pilisi Beleznay grófok tulajdonába került, illetve Nagykőrös városa szerzett bérleti jogot területein. Az 1850-es években Beleznay grófok gazdatisztjénél házitanítóskodott egy ideig Petőfi Sándor öccse, István.
A 19. század végére egyik legnagyobb földbirtokosa Wekerle Sándor korábbi miniszterelnök lett. Akkoriban kezdett kialakulni a mai falu, az egykori közép- és kisbirtokos körül. A 20. század közepére szórványtelepüléseinek, tanyáinak lélekszáma már elérte a 2000 főt. A községháza 1944-ben épült fel, az 1950-es évek közepén a római katolikus templom is elkészült. A mezőgazdasági jellegű településen a fő megélhetési forrást a gyümölcstermesztés, mint alma, szilva és meggy jelenti. Elsősorban az 1945-ben megalakult Micsurin Termelőszövetkezet hagyományait követve.
Napjainkban a községben általános iskola, óvoda, orvosi rendelő, gyógyszertár és postahivatal is működik. A kulturális feladatokat a 2000 m²-es Művelődési és Sportház, valamint a Sportcsarnok és a Könyvtár látja el. A település rendelkezik a teljes közmű ellátottsággal, víz-, gáz-, telefon-, kábeltelevízió- és csatornahálózattal.

## Közélete

### Polgármesterei
| Időszak   | Polgármester | Párt        |
| --------- | ------------ | ----------- |
| 1990–1994 | Bimbó József | független   |
| 1994–1998 | Bimbó József | független   |
| 1998–2002 | Bimbó József | független   |
| 2002–2006 | Bimbó József | független   |
| 2006–2010 | Bimbó József | független   |
| 2010–2014 | Sipeki Zsolt | Fidesz-KDNP |
| 2014–2019 | Sipeki Zsolt | Fidesz-KDNP |
| 2019–2021 | Sipeki Zsolt | Fidesz-KDNP |
| 2022–2024 | Sipeki Zsolt | Fidesz-KDNP |
| 2024–     | Sipeki Zsolt | Fidesz-KDNP |

Bimbó József korábban, 1985 és 1990 között, a rendszerváltást megelőző ötéves ciklusban tanácselnökként is vezette már a települést. A településen 2022. június 19-én időközi választásokat kellett tartani mert a 2019-ben megválasztott testület 2021. augusztus 13-án feloszlatta magát.

## Gazdasága
A mezőgazdasági jellegű településen a fő megélhetési forrást a gyümölcstermesztés, mint alma, szilva és meggy jelentette. Elsősorban az 1945-ben megalakult Micsurin Termelőszövetkezet hagyományait követve. Jelenleg a keresőképes lakosság többsége ingázik, főképp Budapestre.

## Népesség
A település népességének változása:
| Lakosok száma | 3103 | 3012 | 2818 | 2691 | 2608 | 2601 | 2574 |
|               | 2013 | 2014 | 2018 | 2021 | 2022 | 2023 | 2024 |

A 2011-es népszámlálás során a lakosok 86%-a magyarnak, 1,1% románnak, 0,6% cigánynak, 0,4% németnek mondta magát (14% nem nyilatkozott; a kettős identitások miatt a végösszeg nagyobb lehet 100%-nál). A vallási megoszlás a következő volt: római katolikus 46,2%, evangélikus 7,8%, református 7,3%, görögkatolikus 0,2%, felekezeten kívüli 11,1% (25,7% nem nyilatkozott).
2022-ben a lakosság 86,2%-a vallotta magát magyarnak, 0,5% románnak, 0,4% cigánynak, 0,4% németnek, 0,2% ukránnak, 0,1% ruszinnak, 1,8% egyéb, nem hazai nemzetiségűnek (13,7% nem nyilatkozott; a kettős identitások miatt a végösszeg nagyobb lehet 100%-nál). Vallásuk szerint 30,8% volt római katolikus, 7,6% református, 5,6% evangélikus, 0,5% görög katolikus, 0,1% izraelita, 0,1% ortodox, 0,6% egyéb keresztény, 1% egyéb katolikus, 12,7% felekezeten kívüli (40,8% nem válaszolt).

## Nevezetességei
- Római katolikus imaház, mellette Szent István király szobra
- Plósz-kúria
- Wekerle-kastély

## Oktatás
- Mosolygó Alma Óvoda
- Ady Endre Általános Iskola és Alapfokú Művészetoktatási Intézmény

## Közművelődés
- Művelődési Ház
- Községi Könyvtár

## Egészségügy

### Egészségházak
- Községi Egészségház
- Községi Labor

### Gyógyszertár
- Tessedik Gyógyszertár

## Sport
- Sportház